# Évolène (race bovine)
Pour les articles homonymes, voir Évolène (homonymie).
L'évolène est une race bovine suisse. Elle porte aussi les noms d'evolèner ou d'évolénarde. Le sigle EVZ correspond à ses initiales en allemand.

## Origine et répartition
Elle provient des environs de la commune d'Evolène en Valais. Des squelettes bovins de six mille ans montrent une antériorité des races évolène et hérens sur celles du rameau pie rouge des montagnes. 
Elle est citée à partir de 1859, mais elle n'était pas distinguée de l'hérens. En 1885, les éleveurs d'hérens ne gardent que des animaux à robe unie. Ceux de la commune d'Évolène conservent la robe pie. À partir de cette date, les deux populations vont évoluer séparément. Seul un petit groupe va persister très localement.
Elle est élevée exclusivement dans « sa » vallée. Elle a subi la concurrence de la simmental, au point d'être en danger de disparition. Depuis 1994, elle bénéficie d'un herd-book et une association d'éleveurs existe depuis 1995. 
Elle a été exportée au XIXe siècle en Italie et en Autriche, où elle a contribué à la création des races Valdostaine pie rouge et Tux-zillertal.[réf. nécessaire]

## Morphologie
Elle porte une robe pie rouge, ou noire. La partie colorée est majoritaire, le bas des pattes et le ventre sont blancs. Elle porte une tache blanche sur le front en forme d'édelweiss. Ses cornes sont courtes et en croissant vers l'avant. Elle a une stature ramassée : taille moyenne et musculature puissante. C'est une vache typée pour la lutte pour le titre de reine de l'alpage. 
Le taureau mesure 130 cm pour 600-700 kg. La vache 115-125 cm pour 450-550 kg,.

## Qualités
C'est une race d'alpage : rustique, apte à la marche en montagne, résistante aux brusques variations de température, qui vêle sans difficulté particulière et au caractère affirmé voire agressif. 
Elle est élevée pour son lait, mais la qualité de sa viande la classe dans les races mixtes. Elle donne un veau bien conformé à l'étable et donne entre 3 500 et 6 000 kg d'un lait riche pour la transformation en fromage à l'alpage. 
Elle joue aussi un rôle dans le folklore montagnard en participant aux combats de reines.[réf. nécessaire]

## Sources